# Rozhledna Kolibki
Rozhledna Kolibki, polsky Wieża widokowa w Kolibkach či Taras widokowy Orange Gdynia Kolibki, je rozhledna v lesích nad vesnici Kolibki, části čtvrti Orłowo města Gdyně v Pomořském vojvodství.

## Další informace
Rozhledna Kolibki má výšku 50 m. Zastřešená vyhlídka je umístěna ve výšce 28 m a nad ní jsou instalovány vysílače signálu pro mobilní telefony aj. zařízení. Rozhledna byla otevřena 17. září 2007. Vyhlídková plošina je přístupná v otvíracích hodinách od 1. dubna do 31. října. Vstup na rozhlednu není zpoplatněn. Rozhledna se nachází poblíž Trojměstského krajinného parku v nadmořské výšce 85 m. Vyhlídka umožňuje shlédnout Trojměstí, Baltské moře a vnitrozemí. K rozhledně vede několik turistických stezek.

## Galerie

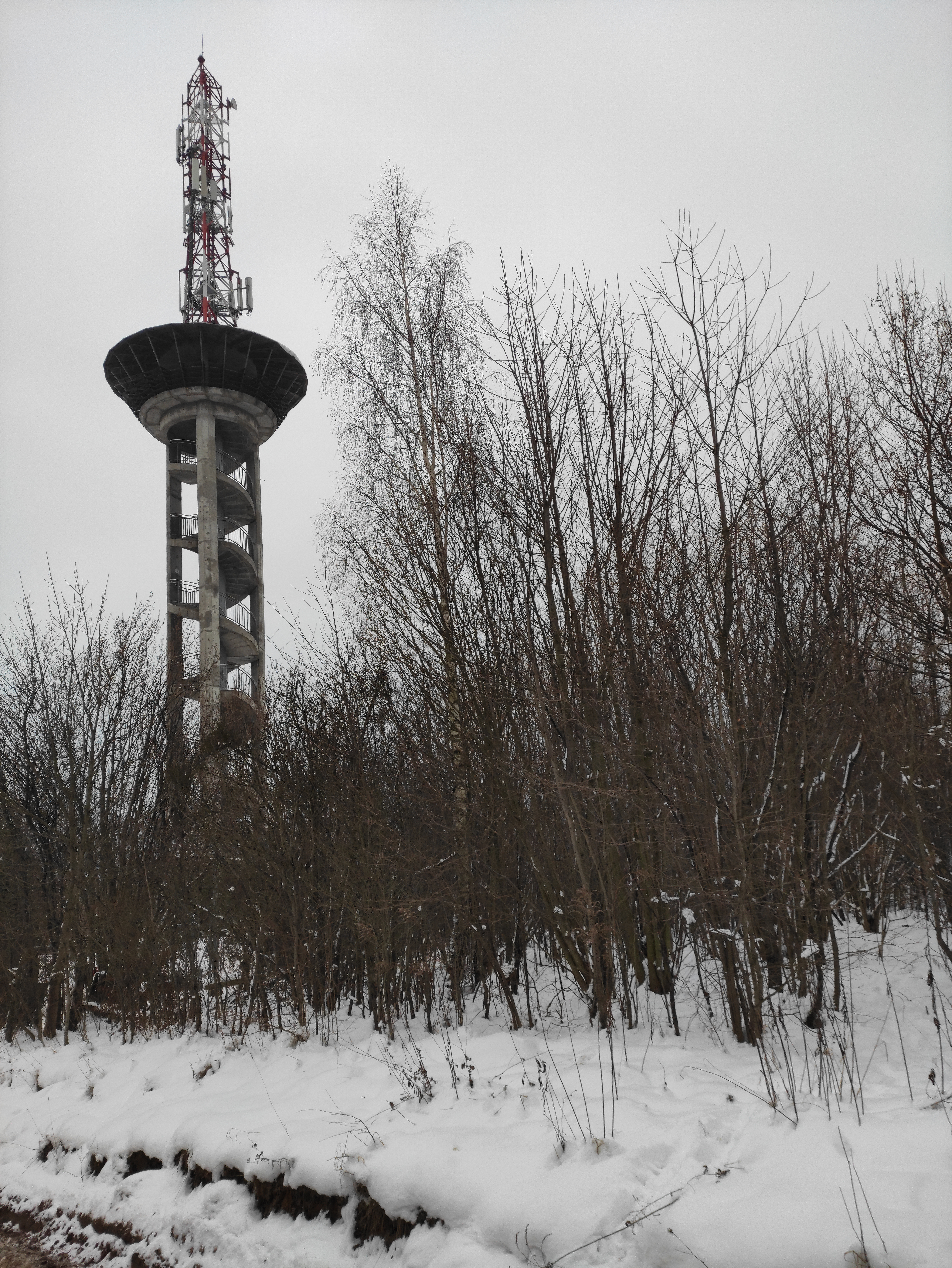
Rozhledna v zimě
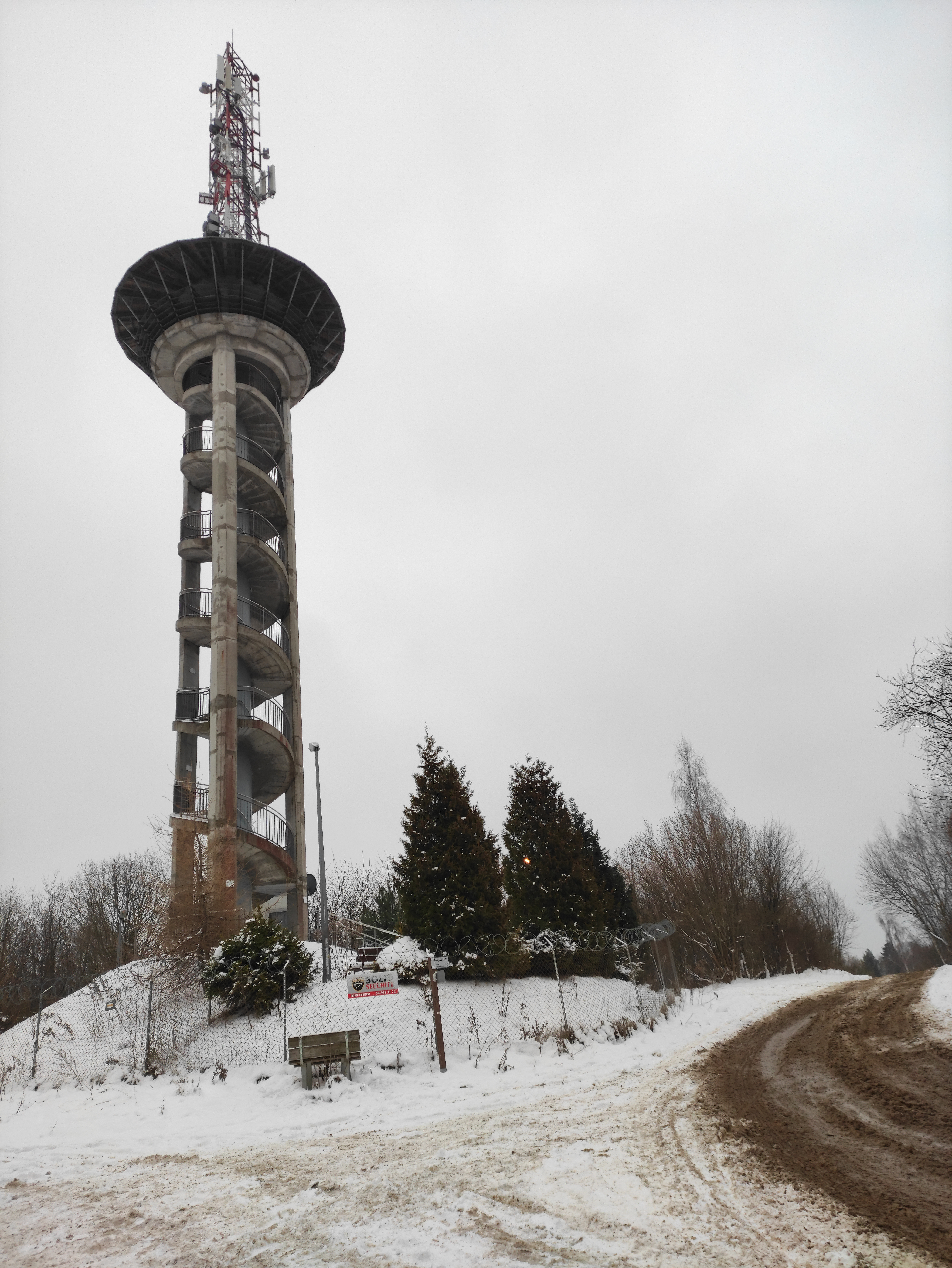
Rozhledna v zimě
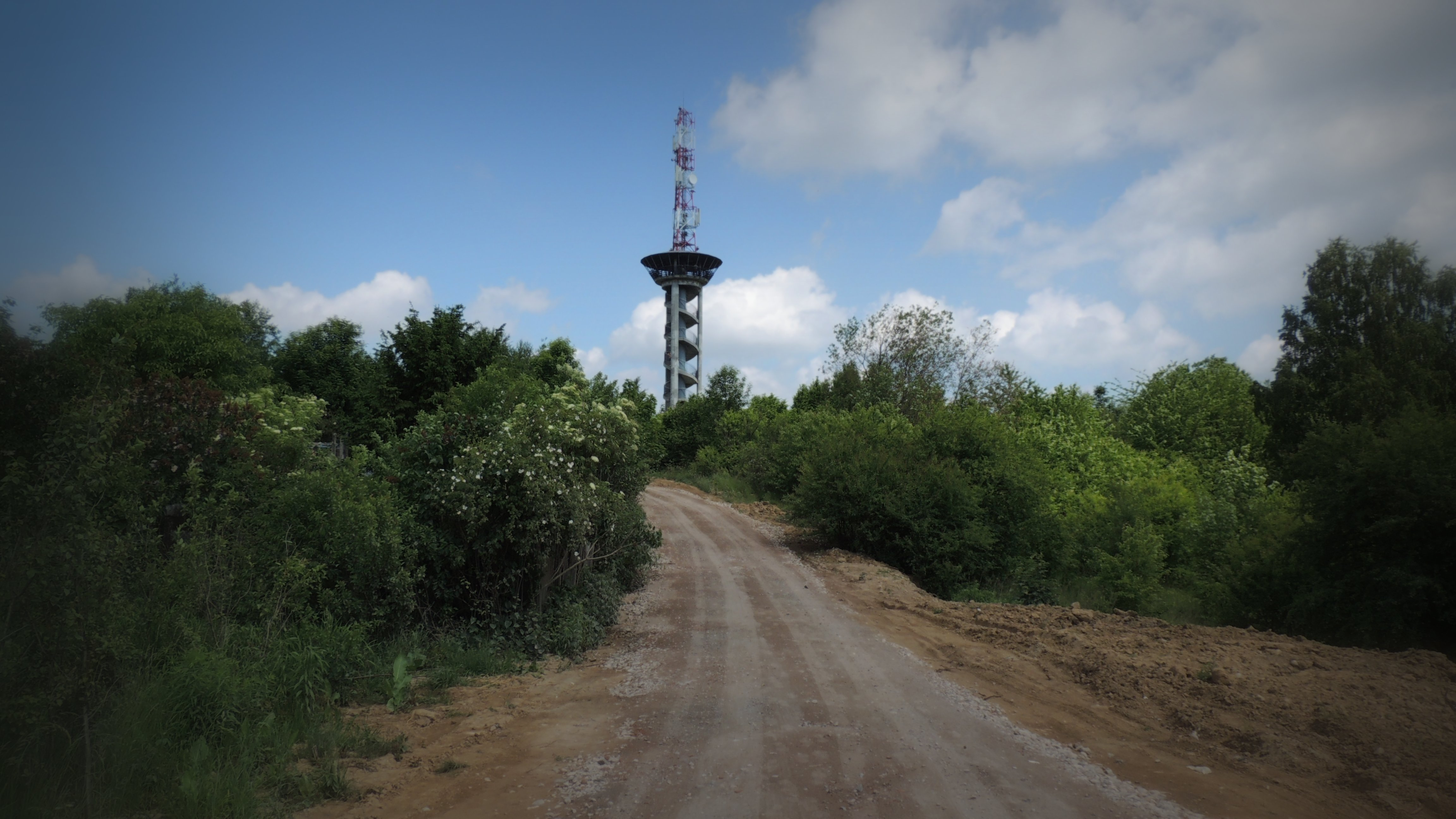
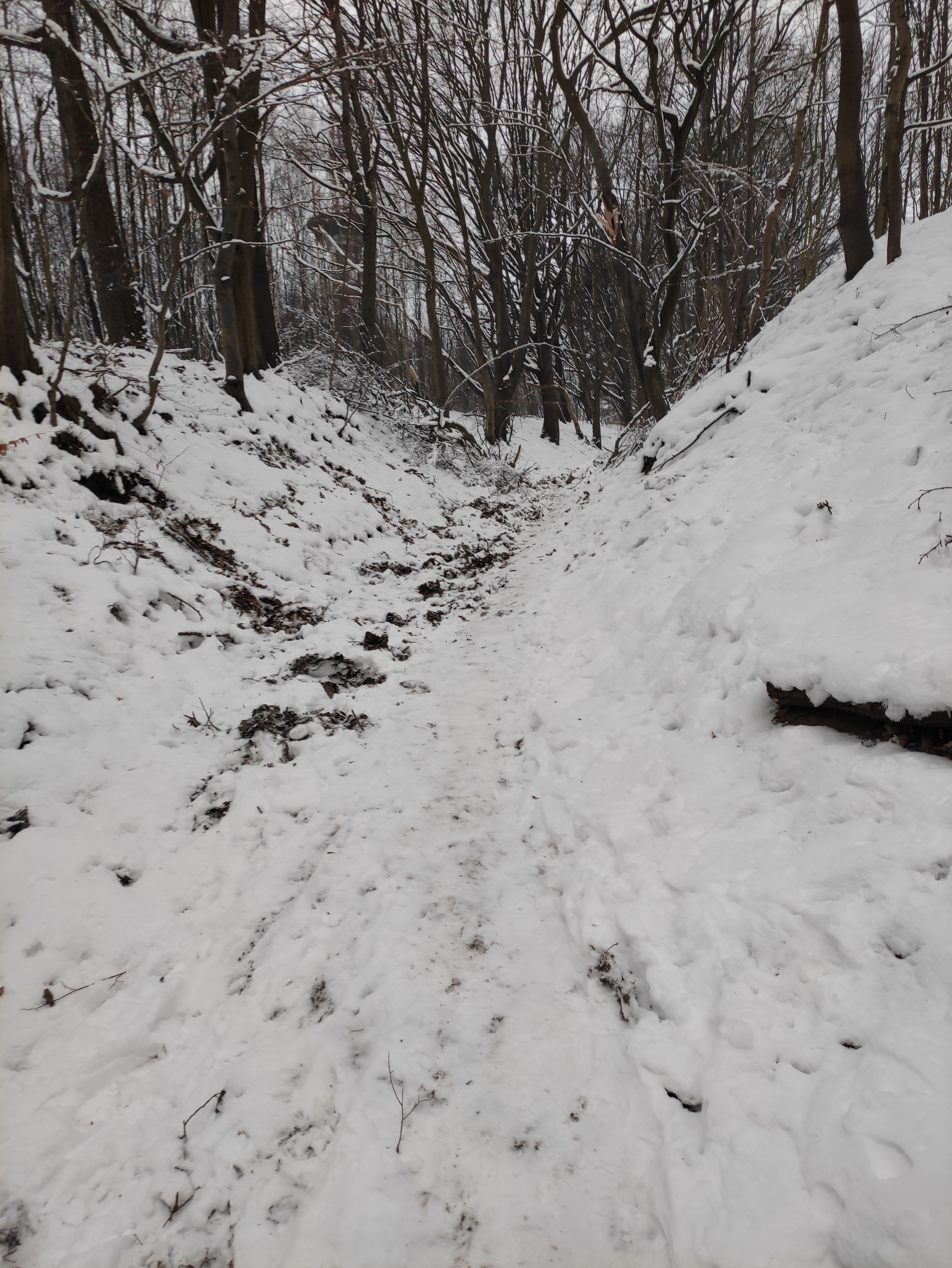